# Nordeste
Nordeste – miasto i gmina na Azorach (region autonomiczny Portugalii), na wyspie São Miguel. Według danych szacunkowych na rok 2011 liczy 4937 mieszkańców.

## Podział administracyjny
Gmina ta dzieli się na 9 sołectw (ludność wg stanu na 2011 r.)
- Nordeste - 1341 osób
- Lomba da Fazenda - 844 osoby
- Achadinha - 535 osób
- Salga - 488 osób
- Santana - 475 osób
- Achada - 436 osób
- Algarvia - 290 osób
- São Pedro de Nordestinho - 273 osoby
- Santo António de Nordestinho - 255 osób